# Mezquita Al-Kadhimiya
Masjid al-Kāẓimiyyah (en árabe: مَـسـجـد الـكَـاظـمـيّـة‎, Mezquita Al-Kadhimiyyah) es un santuario situado en el barrio de Kādhimayn en Bagdad, Irak. Contiene las tumbas del séptimo imaní Shī'ī Imām Mūsā al-Kāẓim y el noveno imaní Shī'ī Imām Muhammad al-Jawad. También enterrados en esta mezquita están los famosos eruditos históricos, Shaykh Mufīd y Shaykh Naṣīr ad-Dīn aṭ-Ṭūsi. Directamente adyacentes a la mezquita hay dos santuarios más pequeños, pertenecientes a los hermanos Sayyid Raḍī (que compilaron La cumbre de la elocuencia) y Sayyid Murṫadhā.

## Reparaciones y mantenimiento

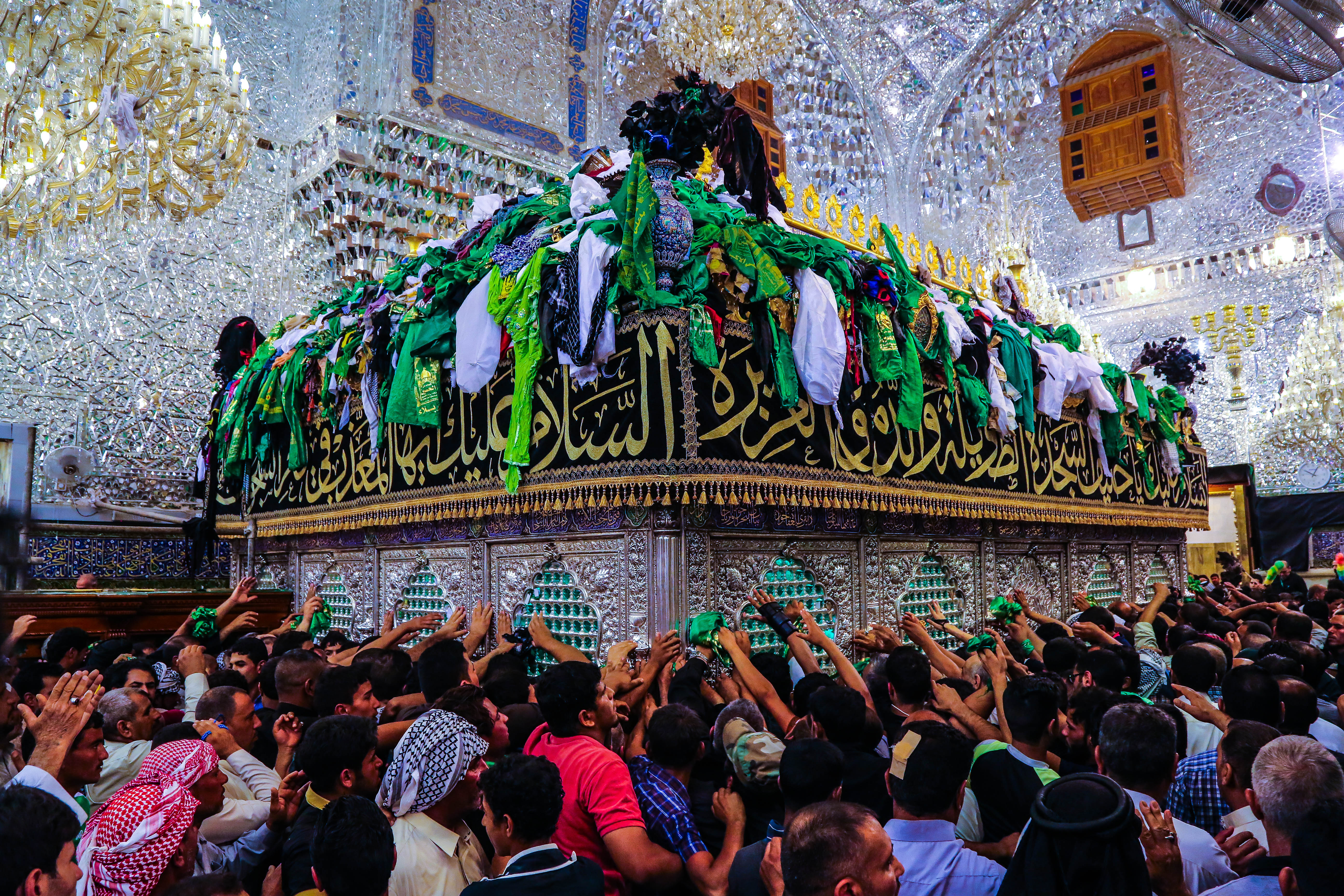
Interior de la mezquita de Al-Kadhimiya de noche (2015).

### Estructura interior
Las reparaciones a la estructura en ruinas del patio principal de la mezquita y sus salas circundantes se llevaron a cabo en tres fases, que abarcaron un período de cuatro meses, antes de finales de 2007. El proyecto implicó la eliminación de los viejos muros derruidos en todo el patio, la adición de varios refuerzos a las paredes y los techos, así como el mantenimiento de los cables eléctricos en toda la mezquita. Una vez que se completó la estructura interna, los pisos y las paredes se recubrieron en varios tipos de mármol. Las actualizaciones de las unidades de refrigeración de la mezquita comenzaron a fines de 2008, y se instalaron nuevas unidades de filtración de agua el 28 de noviembre de 2008.

La construcción de la entrada para mujeres a la mezquita, que es Bāb al-Fāṭimah, comenzó a fines de 2008, junto con la construcción de nuevas habitaciones en la mezquita destinadas para servir refrescos a los peregrinos.

### Estructura exterior
Entre las primeras reparaciones hechas a la mezquita, después de la caída del régimen de Saddam Hussein, se realizaron reparaciones en una de las puertas de entrada de la mezquita conocida como Bāb al-Qiblah. La puerta y el muro exterior tuvieron que ser completamente restaurados debido a la severa negligencia que habían soportado, y demoraron siete meses en completarse, comenzando a principios de septiembre de 2006.
La cúpula dorada sobre la tumba de Muhammad at-Taqī se volvió a dorar y se dio a conocer al público en marzo de 2008, durante las celebraciones de aniversario de Muhammad y su descendiente, Ja'far as-Sādiq. El trabajo de reparación en la cúpula sobre la tumba de Mūsā al-Kādhim comenzó a principios de agosto de 2008, durante las ceremonias de aniversario de Husayn ibn 'Alī, Abbās ibn 'Alī y Ali ibn Husayn.